# Kesbewa
Kesbewa ist eine Gemeinde (Urban Council) in Sri Lanka mit 185.122 Einwohnern (2012). Sie liegt in der Westprovinz, westlich der Hauptstadt Colombo. Zwei Hauptstraßen verlaufen durch Kesbewa; die Straße, die Colombo und Horana verbindet, bekannt als die Buslinie 120, und die Straße, die Mount Lavinia und Kottawa verbindet (die Buslinie 255). 